# Erpfting
Erpfting est un village dépendant de la commune de Landsberg am Lech en Haute-Bavière (Allemagne). Sa population est d'environ 1 500 habitants. Il se trouve à une altitude de 617 mètres.

## Historique
L'ancienne voie romaine Via Claudia Augusta traverse le village.
Le village formait avec Ellighofen une commune indépendante, jusqu'à ce qu'elle soit englobée dans celle de Landsberg en 1978.

## Architecture
- Église paroissiale Saint-Michel
- Chapelle Notre-Dame-du-Chêne (1694), Maria-Eich-Kapelle.

## Personnalités
Silvia Sperber (1965-), championne olympique de tir en 1988, est née à Erpfting.

## Illustrations

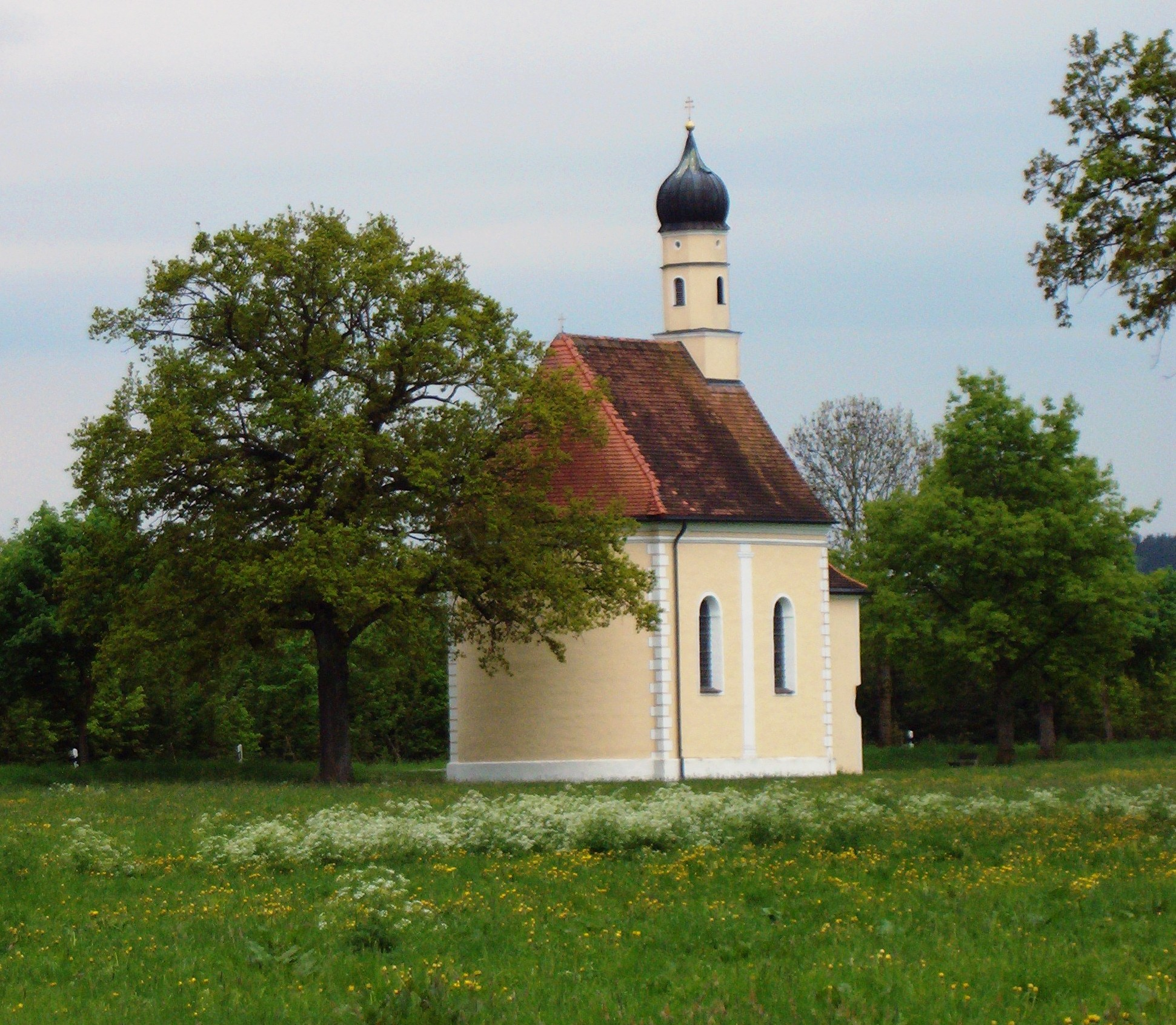
Chapelle Notre-Dame-du-Chêne
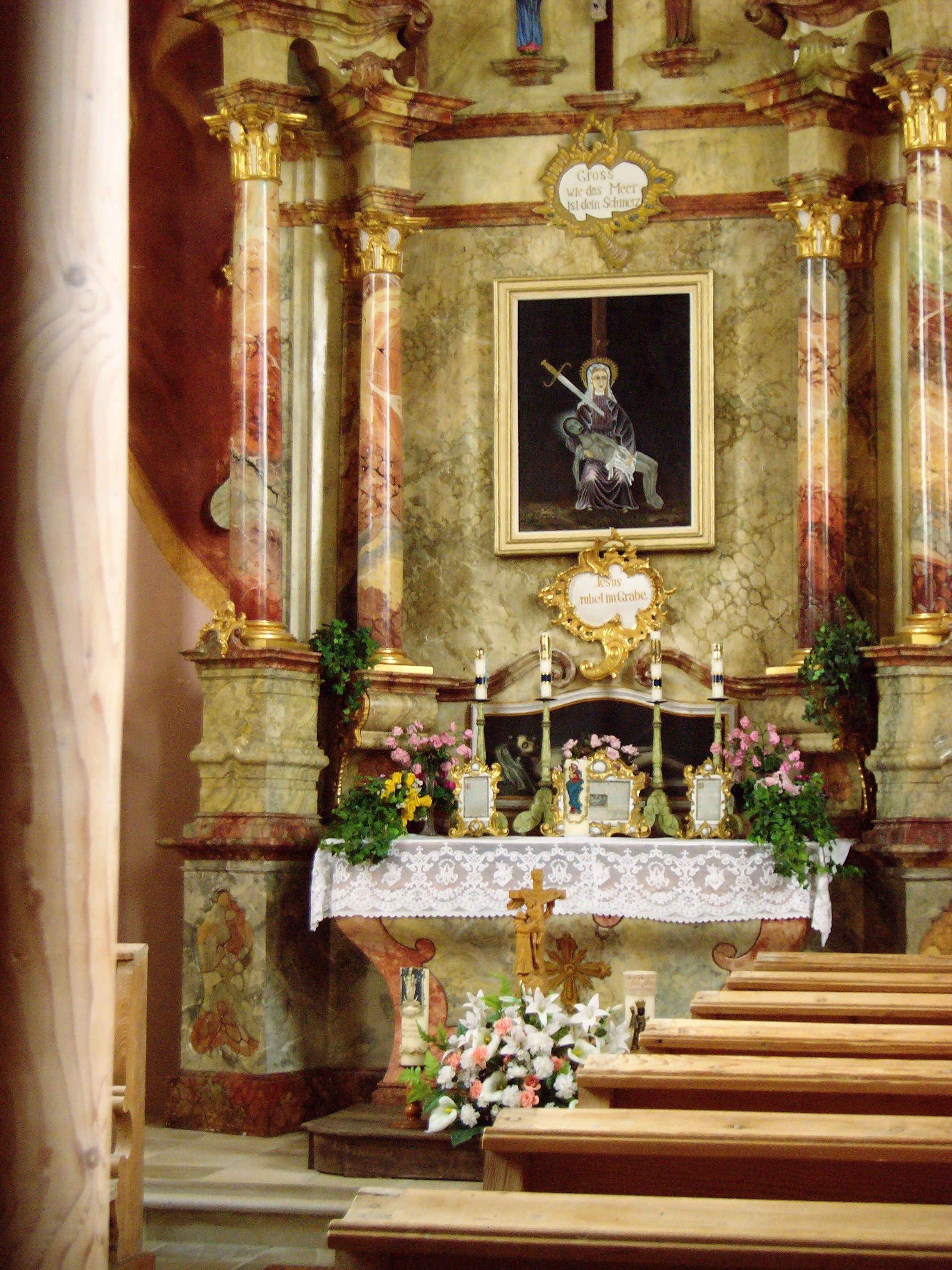
Autel de la Vierge des Douleurs de la chapelle ND-du-Chêne
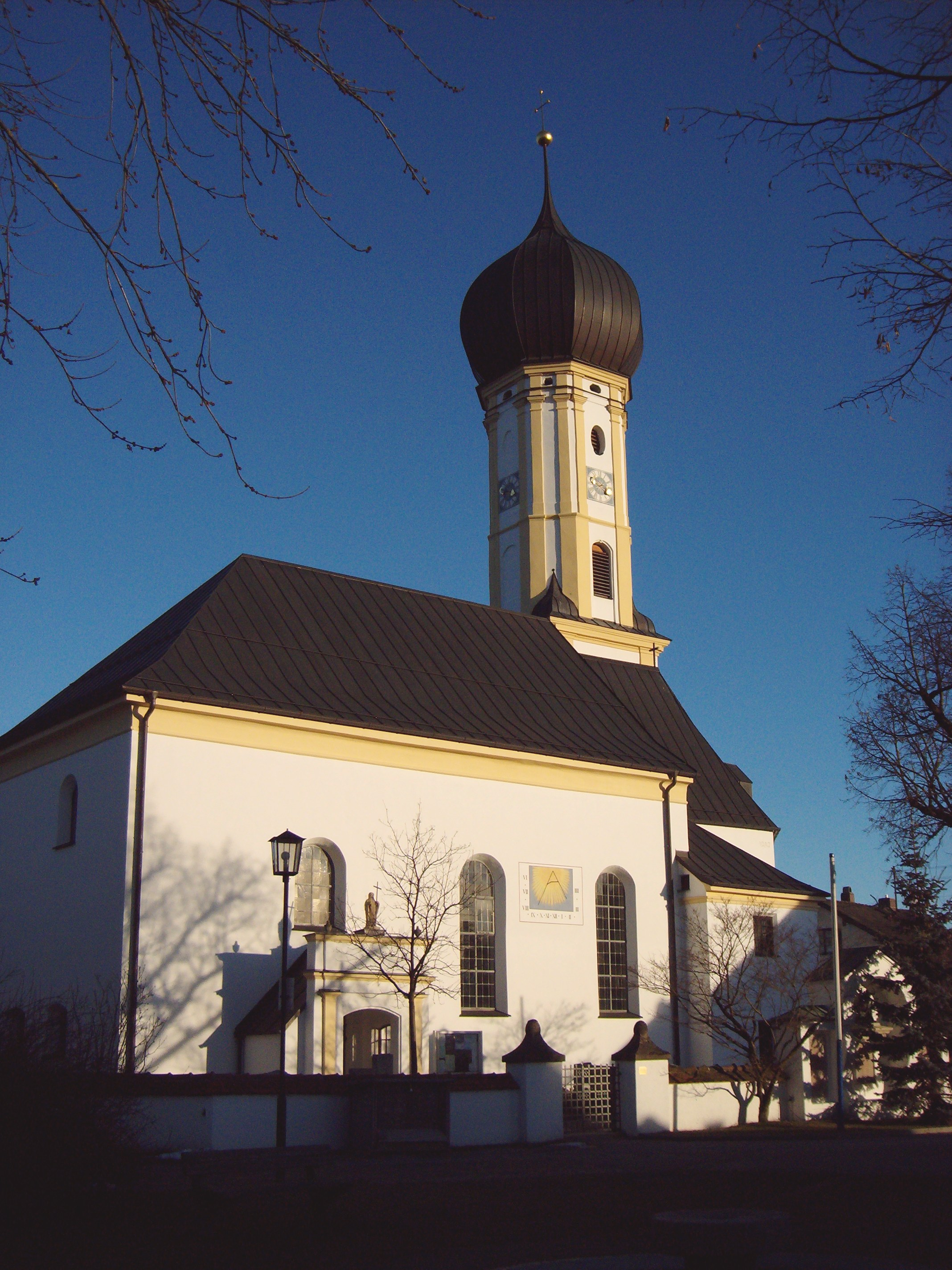
Vue de l'église Saint-Michel d'Erpfting